# Església ortodoxa txeca i eslovaca
L'Església ortodoxa txeca i eslovaca (en eslovac: Pravoslávna cirkev v českých krajinách a na Slovensku) (Església ortodoxa txecoslovaca fins a 1993) és una de les Esglésies autocèfales de la comunió ortodoxa. L'Església ortodoxa txeca i eslovaca es va originar quan, en 1921, Matěj Pavlik (Gorazd) va ser ordenat bisbe de la petita comunitat ortodoxa de Txecoslovàquia, formada sobretot per crisitans cismàtics procedents del catolicisme romà o d'Esglésies catòliques uniates de ritu oriental. Al principi, l'Església txecoslovaca depenia de l'Església ortodoxa sèrbia, però en 1923 el Patriarca de Constantinoble li va concedir l'autonomia. Després part dels seguidors de Pavlik es van separar per formar una Església protestant.
Durant la Segona Guerra Mundial, l'Església ortodoxa txecoslovaca va patir la repressió dels nazis, i van ser executats nombrosos sacerdots. El mateix Pavlik, conegut com a bisbe Gorazd, va ser executat, acusat d'oferir refugi als assassins del jerarca nazi Reinhard Heydrich. Gorazd va ser canonizat per l'Església ortodoxa txecoslovaca en 1987.
El Patriarcat de Moscou va concedir en 1950 la autocefalia a l'Església ortodoxa txecoslovaca, i aquest estatut va ser confirmat en 1998 pel Patriarca de Constantinoble. Després de l'escissió de Txecoslovàquia, en 1993, l'Església es va dividir en dues províncies metropolitanes, que no obstant això es reuneixen en un mateix sínode. Entre ambdues només sumen uns 75.000 fidels. L'actual cap de l'Església txeca i eslovaca és el metropolita Cristóbal (Kryštof), arquebisbe de Praga, des de 2006.